# Trouw (Chirojeugd)

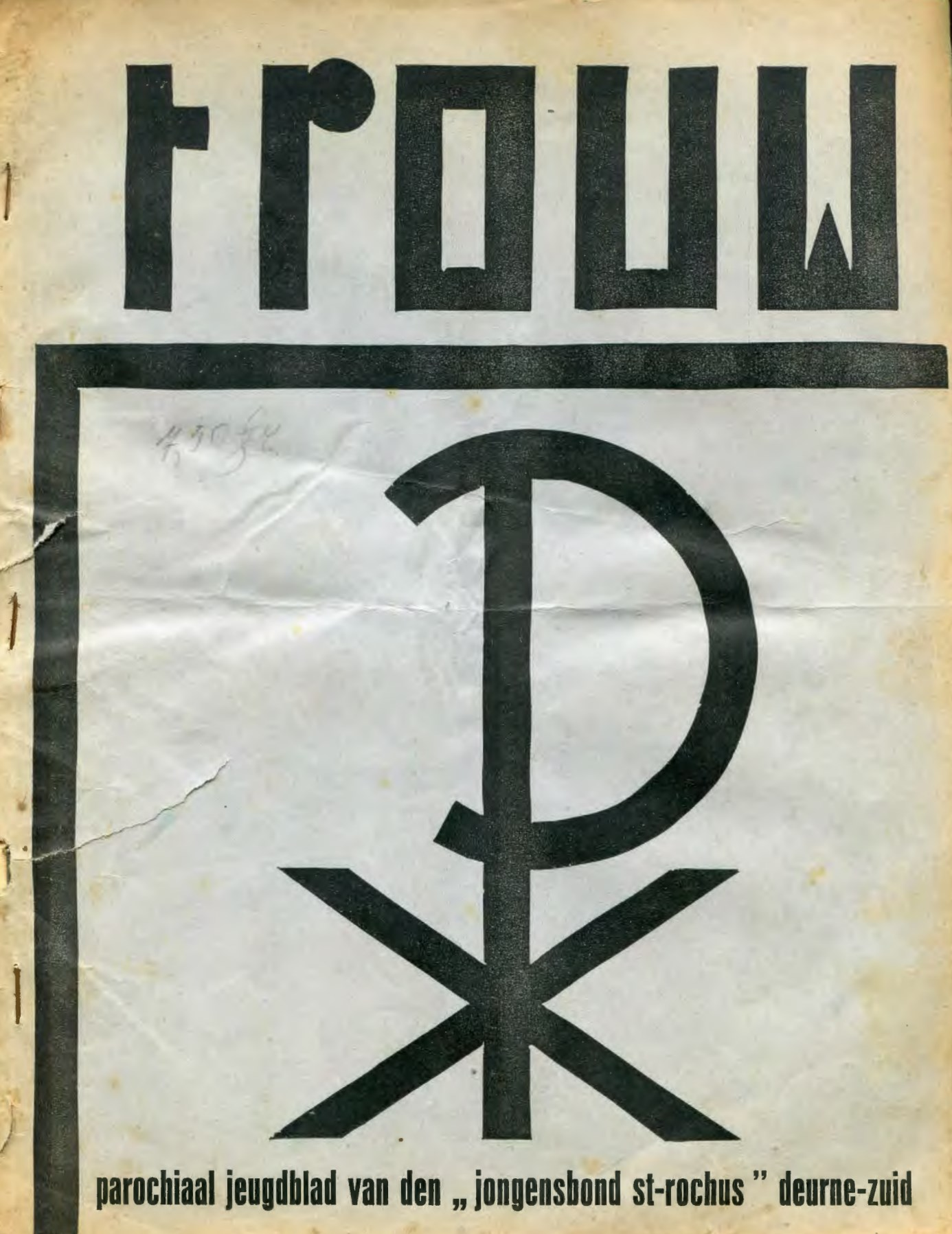
groepsblad Trouw (1936)

Trouw was het nationaal ledenblad van Chirojeugd Vlaanderen voor jongens van 1944 tot 1970.

## Geschiedenis

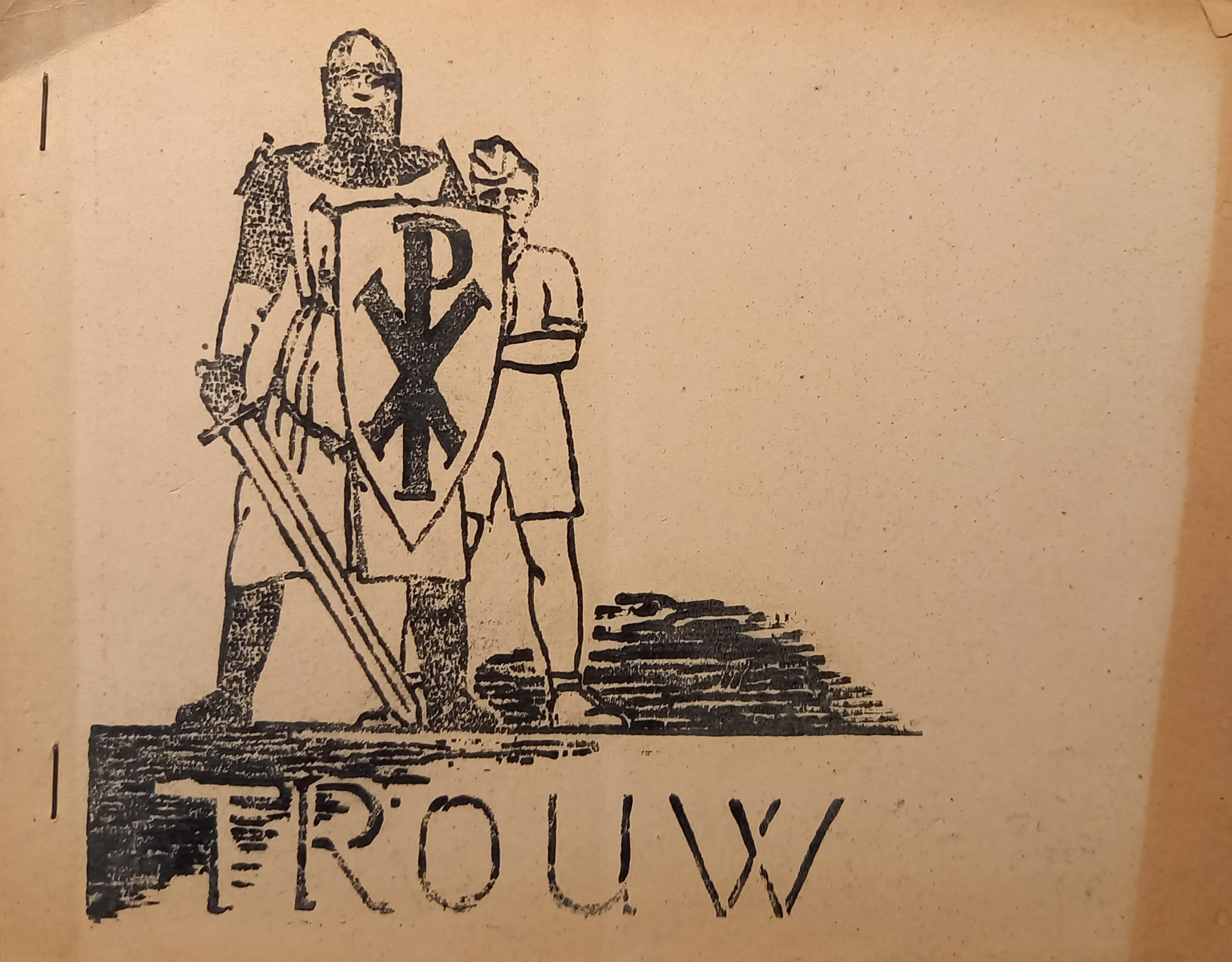
gewestblad Trouw (december 1943)

Bij de Jongensbond Sint-Rochus uit Deurne verscheen vanaf 1936 het maandblad Trouw. Buiten afdelingsnieuws bevatte het blad reisverhalen, verhalen over speurtochten in de natuur, en Vlaams christelijke artikels. De inleiding op de eerste bladzijde en de boeiende vervolgverhalen werd telkens geschreven door T. Lindekruis, pseudoniem van Antoon Aarts. Dit blad had een oplage van ongeveer 200 exemplaren en werd handmatig gestencild.
Trouw werd ook door omliggende groepen gewaardeerd en groeide in december 1943 uit tot een Antwerps gewestblad onder dezelfde naam. Gewestelijk secretaris André Ausloos wilde de oplage van dit gestencild blad opvoeren door Trouw te laten drukken. De landsbond had nochtans eerder besloten om geen eigen publicaties toe te laten of te verkopen.
In november 1944 werd Trouw door Ausloos omgevormd tot het nationaal jongensblad van Chirojeugd. De bedoeling was om het tijdschrift uit te bouwen tot een blad voor de massa. Door de papierschaarste werden er het eerste jaar slechts zes in plaats van twaalf nummers uitgegeven en bleken de plannen te ambitieus. Vanaf januari 1946 had dit maandblad een oplage tussen 10000 en 18000 exemplaren.
Voor de meisjes verschijnt er in 1949 tweemaandelijks het ledenblad Lente.
In 1951 daalde de afname tot 8000 exemplaren. Tijdens de werkjaren 1952 smelten het chiro-tijdschrift Trouw samen met het jeugdblad van KSA "De Knape" tot het jongensblad Tijl. Deze samenwerking eindigt in mei 1954 om terug te keren naar de oude bladen.
In 1970 stopt het blad en starten de ledenbladen Joepie, Toptip en Krokant.

## Thematiek

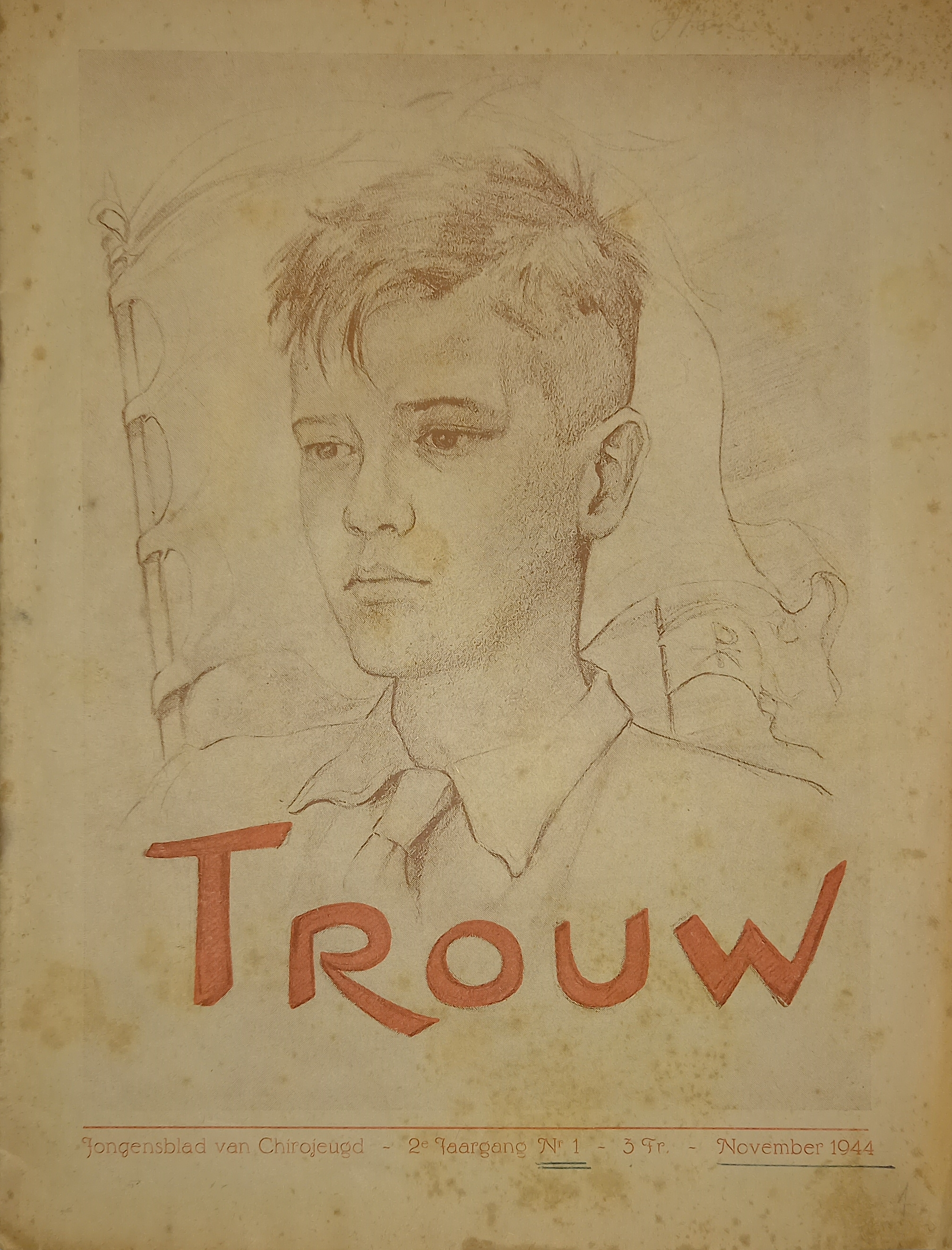
nationaal blad Trouw (november 1944), illustratie Rik Jansseune

Trouw werd beschouwd als een belangrijk instrument om leden te vormen. Chiro werd  gepropageerd en de kinderen werden opgeroepen om 7 dagen op 7 trouw te zijn aan de chirogeest en deze ook uit te stralen in de omgeving. Er waren ook jaarlijks colportages die Trouw en bijgevolg Chiro moesten promoten.
Toch was het ook een echt jongensblad voor alle leeftijden. De thematiek van de vooroorlogse nummers van de Jongensbond werd overgenomen, met centraal de Christus-Koninggedachte, met stichtende verhalen van o.a. Parcival en Roeland en strijdersverhalen over ridders en veldslagen. Een derde van de inhoud van deze nummers bestond uit vervolgverhalen. De redactie deed beroep op talentrijke jeugdschrijvers zoals Leopold Vermeiren, Luc Blankaard, Boschvogel en Lindekruis. Het had verder tekeningen om te kleuren, knutseltips en een prijsvraag en bijdragen van lokale groepen.
Er werd veel aandacht besteed aan de lay-out, het tijdschrift verwierf hierdoor een eigen stijl. Illustrators zoals Rik Jansseune verzorgden met pentekeningen de omslagtekening en de prenten. In latere edities verschenen illustraties en stripverhalen van Paul Geerts.
Er verschenen verschillende propagandanummers, een Meivaart-nummer in juni 1954 en in januari 1957 verscheen de speciale editie over de Chiro in Afrika.
Het maandblad paste zich aan de tijdsgeest en de veranderende Chirowaarden aan. Door de jaren heen bereikte het tijdschrift enkele honderdduizenden Chiroleden.